# منطقة المركز (الكاميرون)
منطقة المركز هي واحدة من المناطق العشر في الكاميرون، وتقع في وسط البلاد. المدينة الرئيسية هي ياوندي، والتي هي أيضا عاصمة البلاد. تبلغ مساحتها 68 953 كم².

## الموقع
تقع المنطقة في وسط البلاد، بمتوسط ارتفاع يتراوح بين 200 و 600 متر، ويحدها خمس مناطق كاميرونية.

## التقسيمات

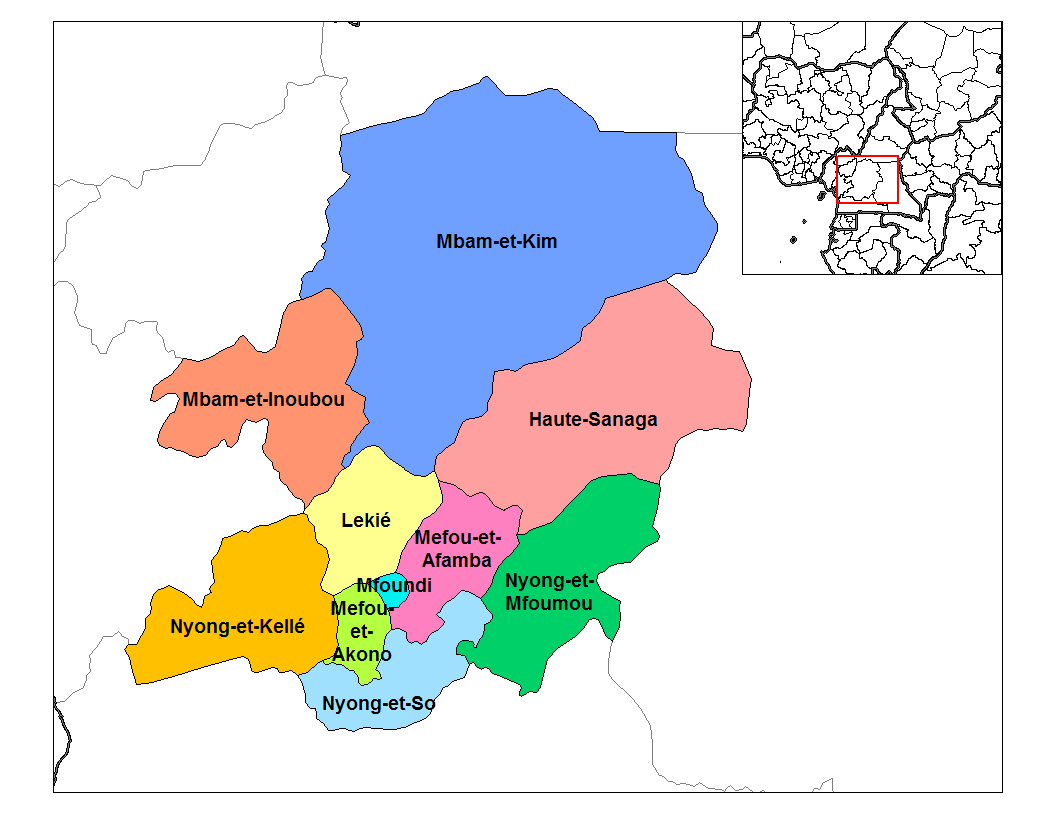
إدارات المنطقة الوسطى.

### الأقسام
تتكون المنطقة الوسطى من 10 أقسام. تبلغ مساحة المنطقة 68 926 كم2 وهي موطن لأكثر من 2 501 200 نسمة.

### الدوائر
المنطقة لها 70 دائرة.

### البلديات
يوجد في المنطقة 63 بلدية وسبع بلديات محلية ومجتمع حضري واحد : ياوندي.

## السكان
في عام 2015 ، كان في المنطقة 3525664 نسمة  ويبلغ متوسط الكثافة 44,9 نسمة/كم2 الكاميرون.

## المذكرات والمراجع
1. ↑   https://www.osidimbea.cm/collectivites/centre/. اطلع عليه بتاريخ 2024-05-22. {{استشهاد ويب}}: |url= بحاجة لعنوان (مساعدة) والوسيط |title= غير موجود أو فارغ (من ويكي بيانات) (مساعدة)
2. ↑  GeoNames (بالإنجليزية), 2005, QID:Q830106
3. ↑  En 2008, le président de la république du Cameroun, بول بيا a signé un décret abolissant l'appellation « Provinces » pour lui substituer celle de « Régions »
4. 1 2 3  Roger Rostand Oyono (2015). Communes et Regions du Cameroun (بالفرنسية). Editions SOPECAM. p. 273. OCLC:945988518.
5. ↑  "Site de la CVUC (Communes et villes unies du Cameroun : Région du centre)". مؤرشف من الأصل في 26 أبريل 2019. اطلع عليه بتاريخ أغسطس 2020. {{استشهاد ويب}}: تحقق من التاريخ في: |تاريخ الوصول= (مساعدة)
6. 1 2   بي دي إف  Annuaire statistique du Cameroun. Recueil des séries d’informations statistiques sur les activités économiques, sociales, politiques et culturelles du pays jusqu’en 2013, édition 2013, ص. 37
. نسخة محفوظة 18 أبريل 2016 على موقع واي باك مشين. [وصلة مكسورة]
7. ↑  "Rapport de présentation des résultats définitifs" (PDF). www.statistics-cameroon.org. 2010. ص. 10. مؤرشف من الأصل (PDF) في 2019-07-25. اطلع عليه بتاريخ 7 juin 2016. {{استشهاد ويب}}: تحقق من التاريخ في: |تاريخ الوصول= (مساعدة) والوسيط غير المعروف |شهر= تم تجاهله يقترح استخدام |تاريخ= (مساعدة).

## روابط خارجية
- "Site de la CVUC (Communes et villes unies du Cameroun : Région du Centre". مؤرشف من الأصل في 2019-06-01.
- جمهورية الكاميرون. المعهد الوطني للإحصاء، الكتاب الإحصائي السنوي للكاميرون. مجموعة من سلسلة المعلومات الإحصائية حول الأنشطة الاقتصادية والاجتماعية والسياسية والثقافية للبلد حتى 2013 ، طبعة 2013
- تقرير سير العمل الإقليمي حول الأهداف الإنمائية للألفية. المنطقة الوسطى ( MDG Report 2010، 28 p. )